# إيلين بروكتور
إيلين بروكتور (بالإنجليزية: Elaine Proctor)‏، هي مُخرجة ومُنتجة وكاتبة سيناريو جنوب أفريقية.

## روابط خارجية
إيلين بروكتور على موقع IMDb (الإنجليزية)
- إيلين بروكتور على موقع ألو سيني (الفرنسية)
- إيلين بروكتور على موقع أول موفي (الإنجليزية)
- إيلين بروكتور على موقع قاعدة بيانات الأفلام السويدية (السويدية)
- إيلين بروكتور على موقع قاعدة بيانات الفيلم (الإنجليزية)
- إيلين بروكتور على موقع كينوبويسك (الروسية)